# Technicolor Fabrics
Technicolor Fabrics est un groupe mexicain de rock, originaire de Guadalajara, Jalisco. Formé à l'origine par Juan Pablo Corcuera (chanteur et guitare), Raúl Cabrera (guitare, basse et synthétiseur) et Joaquín Martínez (basse et guitare) ; En 2009, Daniel Salazar García (clavier) les rejoint. Depuis la création du groupe, ils participent à des concerts avec des groupes tels que The Whitest Boy Alive, Phoenix, Passion Pit et Capital Cities

## Histoire
Peu de temps après la création du groupe, en 2008, ils participent en tant que groupe d'ouverture des Whitest Boy Alive, et grâce à cela, ils sont acceptés par les médias locaux. Quelques mois plus tard, ils enregistrent leur première démo, qui devient leur premier album intitulé Run... The Sun is Burning All Your Hope, et produit par le musicien Jorge Siddhartha González. Les chansons Start Again, Frequency et Clouds, appartenant à sa première production, ferait partie de la bande-son de Te Introduco a Laura du réalisateur Fez Noriega (2010).
L'année suivante, ils rencontrent Dan Salazar alors qu'ils travaillent sur son projet Ponyrex, qui participe avec Technicolor Fabrics en tant que groupe d'ouverture de Phoenix, The Whitest Boy Alive et Passion Pit. Le musicien rejoint immédiatement le groupe et devient un élément fondamental dans la création des chansons de leur deuxième album Ideas, publié en 2011.
En 2014, ils participent au festival de musique Vive Latino et en 2015, ils publient leur troisième album Bahía Santiago, produit à nouveau par Jorge Siddhartha, avec l'Argentin Camilo Frodeival. Aviéntame était le premier single de l'album, dont le clip est tourné à Mexico. Fuma est un autre single de cet album. La chanson est une collaboration avec Siddhartha. La vidéo est vue 23 000 fois en moins de 24 heures sur la plateforme YouTube.

## Discographie

### Albums studio
- 2008 : Run... The Sun Is Burning All Your Hopes
- 2011 : Ideas
- 2015 : Bahía Santiago
- 2019 : Presente
- 2020 : Bahía Santiago. Revisitado

### Singles et EP
- 2011 : Technicolor Fabrics EP
- 2013 : Cada Mes y Medio EP
- 2016 : Fuma EP
- 2019 : Cabo (single)
- 2020 : Sesiones en Vivo EP

### Compilations
- 2019 : Singles